# Pallanuoto ai campionati mondiali di nuoto 2019 - Torneo maschile
La XVIII edizione del campionato mondiale di pallanuoto maschile si è svolta all'interno del programma dei campionati mondiali di nuoto 2019, dal 15 al 27 luglio. La vittoria finale è stata vinta per la quarta volta dall' Italia, che ha sconfitto la Spagna in finale.
Hanno partecipato alla rassegna sedici squadre, in rappresentanza di tutte e cinque le confederazioni continentali aderenti alla FINA.

## Squadre partecipanti
Africa
- Sudafrica

Americhe
- Brasile
- Stati Uniti

Asia
- Giappone
- Kazakistan
- Corea del Sud

Europa
- Croazia
- Germania
- Grecia
- Italia
- Montenegro
- Serbia
- Spagna
- Ungheria

Oceania
- Australia
- Nuova Zelanda

## Turno preliminare

### Gruppo A
| Pos. | Squadra       | Pt | G | V | N | P | GF | GS | DR  |
| ---- | ------------- | -- | - | - | - | - | -- | -- | --- |
| 1.   | Serbia        | 5  | 3 | 2 | 1 | 0 | 41 | 15 | +26 |
| 2.   | Montenegro    | 4  | 3 | 1 | 2 | 0 | 44 | 26 | +18 |
| 3.   | Grecia        | 3  | 3 | 1 | 1 | 1 | 39 | 22 | +17 |
| 4.   | Corea del Sud | 0  | 3 | 0 | 0 | 3 | 11 | 72 | -61 |

| Data      | Ora   | Gara          | Gara  | Gara          |
| --------- | ----- | ------------- | ----- | ------------- |
| 15 luglio | 08:30 | Serbia        | 10-10 | Montenegro    |
| 15 luglio | 09:50 | Corea del Sud | 3-26  | Grecia        |
| 17 luglio | 19:10 | Grecia        | 10-10 | Montenegro    |
| 17 luglio | 20:30 | Serbia        | 22-2  | Corea del Sud |
| 19 luglio | 16:30 | Serbia        | 9-3   | Grecia        |
| 19 luglio | 17:50 | Corea del Sud | 6-24  | Montenegro    |

### Gruppo B
| Pos. | Squadra     | Pt | G | V | N | P | GF | GS | DR  |
| ---- | ----------- | -- | - | - | - | - | -- | -- | --- |
| 1.   | Croazia     | 6  | 3 | 3 | 0 | 0 | 52 | 16 | +36 |
| 2.   | Stati Uniti | 4  | 3 | 2 | 0 | 1 | 35 | 35 | 0   |
| 3.   | Australia   | 2  | 3 | 1 | 0 | 2 | 32 | 34 | -2  |
| 4.   | Kazakistan  | 0  | 3 | 0 | 0 | 3 | 20 | 54 | -34 |

| Data      | Ora   | Gara        | Gara  | Gara       |
| --------- | ----- | ----------- | ----- | ---------- |
| 15 luglio | 11:10 | Stati Uniti | 16-7  | Kazakistan |
| 15 luglio | 12:30 | Croazia     | 14-4  | Australia  |
| 17 luglio | 08:30 | Australia   | 17-8  | Kazakistan |
| 17 luglio | 09:50 | Stati Uniti | 7-17  | Croazia    |
| 19 luglio | 19:10 | Stati Uniti | 12-11 | Australia  |
| 19 luglio | 20:30 | Croazia     | 21-5  | Kazakistan |

### Gruppo C
| Pos. | Squadra       | Pt | G | V | N | P | GF | GS | DR  |
| ---- | ------------- | -- | - | - | - | - | -- | -- | --- |
| 1.   | Ungheria      | 6  | 3 | 3 | 0 | 0 | 60 | 20 | +40 |
| 2.   | Spagna        | 4  | 3 | 2 | 0 | 1 | 57 | 19 | +38 |
| 3.   | Sudafrica     | 1  | 3 | 0 | 1 | 2 | 16 | 54 | -38 |
| 4.   | Nuova Zelanda | 1  | 3 | 0 | 1 | 2 | 15 | 55 | -40 |

| Data      | Ora   | Gara          | Gara  | Gara          |
| --------- | ----- | ------------- | ----- | ------------- |
| 15 luglio | 16:30 | Sudafrica     | 3-23  | Spagna        |
| 15 luglio | 17:50 | Nuova Zelanda | 4-24  | Ungheria      |
| 17 luglio | 11:10 | Ungheria      | 13-11 | Spagna        |
| 17 luglio | 12:30 | Sudafrica     | 8-8   | Nuova Zelanda |
| 19 luglio | 08:30 | Sudafrica     | 5-23  | Ungheria      |
| 19 luglio | 09:50 | Nuova Zelanda | 3-23  | Spagna        |

### Gruppo D
| Pos. | Squadra  | Pt | G | V | N | P | GF | GS | DR  |
| ---- | -------- | -- | - | - | - | - | -- | -- | --- |
| 1.   | Italia   | 6  | 3 | 3 | 0 | 0 | 31 | 19 | +12 |
| 2.   | Germania | 3  | 3 | 1 | 1 | 1 | 31 | 25 | +6  |
| 3.   | Giappone | 3  | 3 | 1 | 1 | 1 | 27 | 27 | +0  |
| 4.   | Brasile  | 0  | 3 | 0 | 0 | 3 | 22 | 40 | -18 |

| Data      | Ora   | Gara     | Gara | Gara     |
| --------- | ----- | -------- | ---- | -------- |
| 15 luglio | 19:10 | Brasile  | 5-14 | Italia   |
| 15 luglio | 20:30 | Germania | 9-9  | Giappone |
| 17 luglio | 16:30 | Giappone | 7-9  | Italia   |
| 17 luglio | 17:50 | Brasile  | 8-15 | Germania |
| 19 luglio | 11:10 | Brasile  | 9-11 | Giappone |
| 19 luglio | 12:30 | Germania | 7-8  | Italia   |

## Fase finale

### Tabellone
| Play-off | Play-off         | Play-off |  |  | Quarti di finale | Quarti di finale | Quarti di finale |  |  | Semifinali | Semifinali | Semifinali |  |             | Finale      | Finale      | Finale |
|          |                  |          |  |  |                  |                  |                  |  |  |            |            |            |  |             |             |             |        |
|          |                  |          |  |  |                  |                  |                  |  |  |            |            |            |  |             |             |             |        |
|          |                  |          |  |  | 1A               | Serbia           | 9                |  |  |            |            |            |  |             |             |             |        |
| 2C       | Spagna           | 15       |  |  |                  | Spagna           | 12               |  |  |            |            |            |  |             |             |             |        |
| 3D       | Giappone         | 7        |  |  |                  |                  |                  |  |  |            | Spagna     | 6          |  |             |             |             |        |
|          |                  |          |  |  |                  |                  |                  |  |  |            | Croazia    | 5          |  |             |             |             |        |
|          |                  |          |  |  | 1B               | Croazia          | 10               |  |  |            |            |            |  |             |             |             |        |
| 3C       | Sudafrica        | 5        |  |  |                  | Germania         | 8                |  |  |            |            |            |  |             |             |             |        |
| 2D       | Germania         | 25       |  |  |                  |                  |                  |  |  |            |            |            |  |             |             | Spagna      | 5      |
|          |                  |          |  |  |                  |                  |                  |  |  |            |            |            |  |             |             | Italia      | 10     |
|          |                  |          |  |  | 1C               | Ungheria         | 10               |  |  |            |            |            |  |             |             |             |        |
| 2A       | Montenegro       | 9(2)     |  |  |                  | Australia        | 9                |  |  |            |            |            |  |             |             |             |        |
| 3B       | Australia (rig.) | 9(4)     |  |  |                  |                  |                  |  |  |            | Ungheria   | 10         |  |             |             |             |        |
|          |                  |          |  |  |                  |                  |                  |  |  |            | Italia     | 12         |  |             |             |             |        |
|          |                  |          |  |  | 1D               | Italia           | 7                |  |  |            |            |            |  | Terzo posto | Terzo posto | Terzo posto |        |
| 3A       | Grecia           | 11       |  |  |                  | Grecia           | 6                |  |  |            |            |            |  |             |             | Croazia     | 10     |
| 2B       | Stati Uniti      | 9        |  |  |                  |                  |                  |  |  |            |            |            |  |             |             | Ungheria    | 7      |

#### Play off
| Arbitri: | Goldenberg Salnichenko |

|          |           |         |
| Ivović 3 | Marcatori | 4 Kayes |

| Arbitri: | Moller Dervieux |

|               |           |                          |
| Genidounias 4 | Marcatori | 2 Hooper, Hallock, Daube |

| Arbitri: | Voevodin Willis |

|            |           |          |
| Munarriz 4 | Marcatori | 2 Adachi |

| Arbitri: | Texedo Menendez |

|               |           |          |
| 5 giocatori 1 | Marcatori | 6 Gielen |

#### Quarti di finale
| Arbitri: | Zwart Stavridis |

|           |           |                               |
| Rašović 4 | Marcatori | 2 Munarriz, Fernández, Tahull |

| Arbitri: | Goldenberg Ivanovski |

|           |           |          |
| Joković 3 | Marcatori | 3 Gielen |

| Arbitri: | Voevodin Putnikovic |

|                  |           |               |
| Zalánki, Vámos 3 | Marcatori | 2 4 giocatori |

| Arbitri: | Margeta Alexandrescu |

|                     |           |                       |
| Di Fulvio, Luongo 2 | Marcatori | 2 Genidounias, Gounas |

#### Semifinali
| Arbitri: | Stavridis Alexandrescu |

|             |           |           |
| Mallarach 2 | Marcatori | 3 Joković |

| Arbitri: | Zwart Margeta |

|               |           |             |
| 3 giocatori 2 | Marcatori | 4 Echenique |

#### Finale 3º/4º posto
| Arbitri: | Alexandrescu Stavridis |

|           |           |                   |
| Joković 6 | Marcatori | 2 Hárai, Manhercz |

#### Finale
| Gwangju 27 luglio 2019, ore 18:30 | Spagna             | 5 – 10 (2:2; 1:3; 1:3; 1:2) referto | Italia | Nambu University Aquatics Center\| Arbitri: \| Margeta Goldenberg \| |
| Arbitri:                          | Margeta Goldenberg |                                     |        |                                                                      |

### Tabellone 5º- 8º posto
|  | 5º- 8º posto  | 5º- 8º posto  | 5º- 8º posto |           |        | 5º posto | 5º posto | 5º posto |  |
|  |               |               |              |           |        |          |          |          |  |
|  | Serbia (rig.) | Serbia (rig.) | 12 (5)       |           |        |          |          |          |  |
|  | Serbia (rig.) | Serbia (rig.) | 12 (5)       |           |        |          |          |          |  |
|  | Germania      | Germania      | 12 (4)       |           |        |          |          |          |  |
|  | Germania      | Germania      | 12 (4)       |           | Serbia | Serbia   | 13       |          |  |
|  |               |               |              |           | Serbia | Serbia   | 13       |          |  |
|  |               |               | Australia    | Australia | 9      |          |          |          |  |
|  | Australia     | Australia     | Australia    | Australia | 9      | 9        |          |          |  |
|  | Australia     | Australia     |              |           |        | 9        |          |          |  |
|  | Grecia        | Grecia        | 8            |           |        | 7º posto | 7º posto | 7º posto |  |
|  | Grecia        | Grecia        | 8            |           |        |          |          |          |  |
|  |               |               |              |           |        |          |          |          |  |
|  |               |               |              |           |        | Germania | Germania | 6        |  |
|  |               |               |              |           |        | Germania | Germania | 6        |  |
|  |               |               |              |           |        | Grecia   | Grecia   | 11       |  |

### Tabellone 9º- 12º posto
|  | 9º- 12º posto | 9º- 12º posto | 9º- 12º posto |             |            | 9º posto   | 9º posto  | 9º posto  |  |
|  |               |               |               |             |            |            |           |           |  |
|  | Montenegro    | Montenegro    | 14            |             |            |            |           |           |  |
|  | Montenegro    | Montenegro    | 14            |             |            |            |           |           |  |
|  | Giappone      | Giappone      | 7             |             |            |            |           |           |  |
|  | Giappone      | Giappone      | 7             |             | Montenegro | Montenegro | 14        |           |  |
|  |               |               |               |             | Montenegro | Montenegro | 14        |           |  |
|  |               |               | Stati Uniti   | Stati Uniti | 15         |            |           |           |  |
|  | Stati Uniti   | Stati Uniti   | Stati Uniti   | Stati Uniti | 15         | 20         |           |           |  |
|  | Stati Uniti   | Stati Uniti   |               |             |            | 20         |           |           |  |
|  | Sudafrica     | Sudafrica     | 3             |             |            | 11º posto  | 11º posto | 11º posto |  |
|  | Sudafrica     | Sudafrica     | 3             |             |            |            |           |           |  |
|  |               |               |               |             |            |            |           |           |  |
|  |               |               |               |             |            | Giappone   | Giappone  | 15        |  |
|  |               |               |               |             |            | Giappone   | Giappone  | 15        |  |
|  |               |               |               |             |            | Sudafrica  | Sudafrica | 5         |  |

### Tabellone 13º- 16º posto
|  | 13º- 16º posto | 13º- 16º posto | 13º- 16º posto |         |            | 13º posto            | 13º posto            | 13º posto |  |
|  |                |                |                |         |            |                      |                      |           |  |
|  | Corea del Sud  | Corea del Sud  | 4              |         |            |                      |                      |           |  |
|  | Corea del Sud  | Corea del Sud  | 4              |         |            |                      |                      |           |  |
|  | Kazakistan     | Kazakistan     | 17             |         |            |                      |                      |           |  |
|  | Kazakistan     | Kazakistan     | 17             |         | Kazakistan | Kazakistan           | 8                    |           |  |
|  |                |                |                |         | Kazakistan | Kazakistan           | 8                    |           |  |
|  |                |                | Brasile        | Brasile | 9          |                      |                      |           |  |
|  | Nuova Zelanda  | Nuova Zelanda  | Brasile        | Brasile | 9          | 8                    |                      |           |  |
|  | Nuova Zelanda  | Nuova Zelanda  |                |         |            | 8                    |                      |           |  |
|  | Brasile        | Brasile        | 12             |         |            | 15º posto            | 15º posto            | 15º posto |  |
|  | Brasile        | Brasile        | 12             |         |            |                      |                      |           |  |
|  |                |                |                |         |            |                      |                      |           |  |
|  |                |                |                |         |            | Corea del Sud (rig.) | Corea del Sud (rig.) | 12 (5)    |  |
|  |                |                |                |         |            | Corea del Sud (rig.) | Corea del Sud (rig.) | 12 (5)    |  |
|  |                |                |                |         |            | Nuova Zelanda        | Nuova Zelanda        | 12 (4)    |  |

## Classifica finale
| Pos.    | Squadra       |
| ------- | ------------- |
| Oro     | Italia        |
| Argento | Spagna        |
| Bronzo  | Croazia       |
| 4       | Ungheria      |
| 5       | Serbia        |
| 6       | Australia     |
| 7       | Grecia        |
| 8       | Germania      |
| 9       | Stati Uniti   |
| 10      | Montenegro    |
| 11      | Giappone      |
| 12      | Sudafrica     |
| 13      | Brasile       |
| 14      | Kazakistan    |
| 15      | Corea del Sud |
| 16      | Nuova Zelanda |

## Riconoscimenti
- Miglior giocatore: Francesco Di Fulvio ( Italia)
- Miglior portiere: Daniel López Pinedo ( Spagna)
- Miglior realizzatore: Aleksandar Ivović ( Montenegro)
- Miglior formazione: Daniel López ( Spagna), Roger Tahull ( Spagna), Francesco Di Fulvio ( Italia), Aleksandar Ivović ( Montenegro), 
 Maro Joković ( Croazia), Dušan Mandić ( Serbia), Gergő Zalánki ( Ungheria)

### Classifica Marcatori
| Pos. | Nome              | Squadra     | Goal | Tiri | %  |
| ---- | ----------------- | ----------- | ---- | ---- | -- |
| 1    | Aleksandar Ivović | Montenegro  | 21   | 35   | 60 |
| 2    | Maro Joković      | Croazia     | 19   | 30   | 63 |
| 3    | Gergő Zalánki     | Ungheria    | 18   | 39   | 46 |
| 4    | Strahinja Rašović | Serbia      | 16   | 29   | 55 |
| 5    | Joe Kayes         | Australia   | 15   | 29   | 52 |
| 5    | Luuk Gielen       | Germania    | 15   | 34   | 44 |
| 5    | Álvaro Granados   | Spagna      | 15   | 38   | 39 |
| 5    | Blai Mallarach    | Spagna      | 15   | 40   | 38 |
| 5    | Alberto Munarriz  | Spagna      | 15   | 34   | 44 |
| 10   | Marko Stamm       | Germania    | 14   | 33   | 42 |
| 10   | Dušan Mandić      | Serbia      | 14   | 31   | 45 |
| 10   | Johnny Hooper     | Stati Uniti | 14   | 20   | 70 |